# Cadre-45/2-Weltmeisterschaft 1909

Veranstaltungsort: Paris

Die Cadre-45/2-Weltmeisterschaft 1909 war die siebte FFB-Weltmeisterschaft, die bis 1947 im Cadre 45/2 und ab 1948 im Cadre 47/2 ausgetragen wurde. Das Turnier fand im Mai 1909 in der französischen Hauptstadt Paris statt.

## Geschichte
Von dieser Weltmeisterschaft sind fast keine Ergebnisse bekannt. Sicher ist das der Belgier Pierre Sels fünf Partien gewonnen hat. Somit nahmen sechs Spieler an dieser Weltmeisterschaft teil. Sels stellte mit 18,34 einen neuen Amateur-Weltrekord im Generaldurchschnitt (GD) auf.

## Turniermodus
Das ganze Turnier wurde im Round Robin System bis 400 Punkte gespielt. Bei MP-Gleichstand wird in folgender Reihenfolge gewertet:
1. MP = Matchpunkte
2. GD = Generaldurchschnitt
3. HS = Höchstserie

## Abschlusstabelle

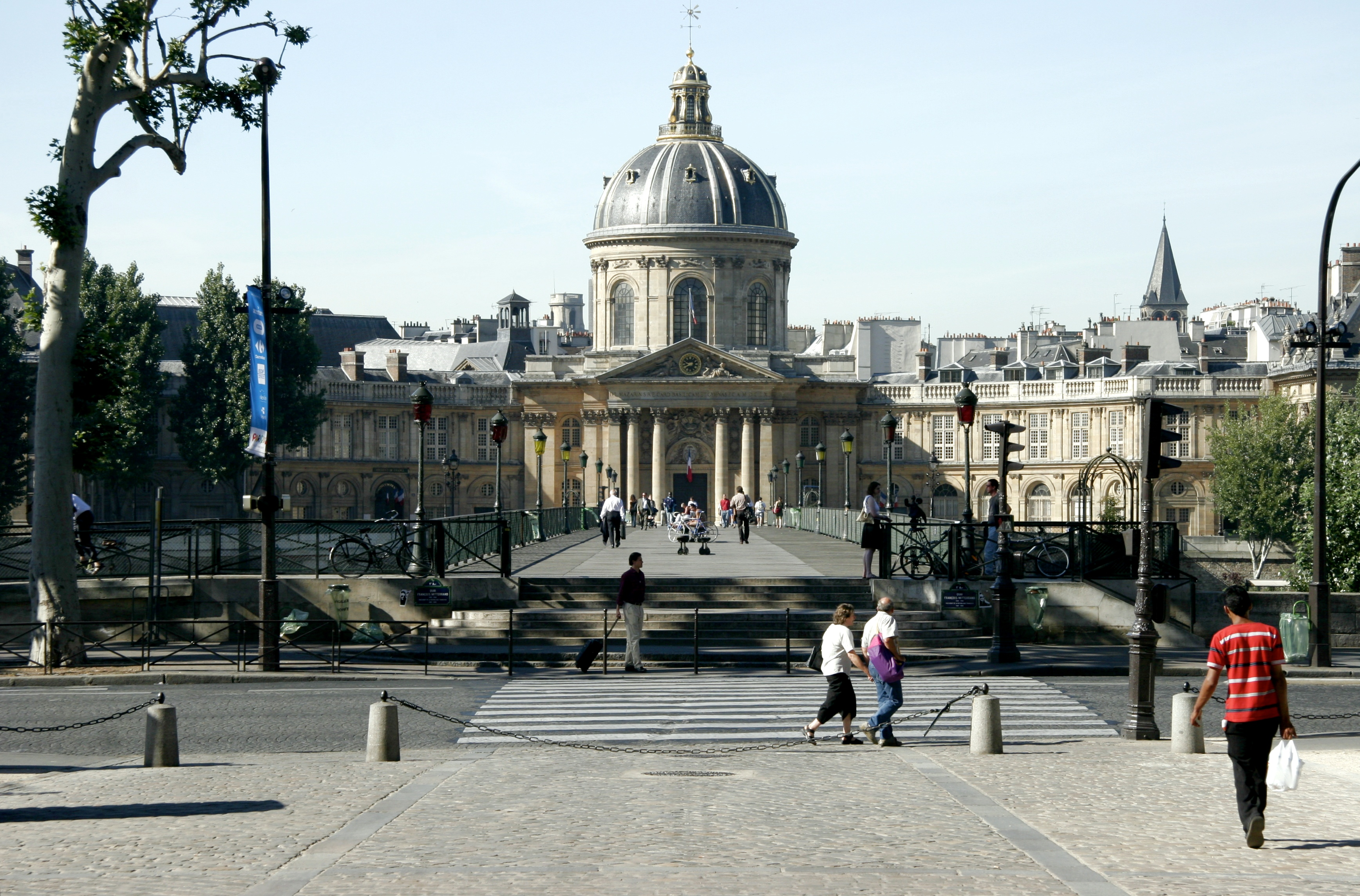
Der Sitz der Académie française in Paris

| MP    | Match Points (Sieger = 2; Unentschieden = 1; Verlierer = 0) |
| Pkte. | Erzielte Karambolagen                                       |
| Aufn. | Benötigte Versuche                                          |
| GD    | Generaldurchschnitt                                         |
| BED   | Bester Einzeldurchschnitt eines Spielers                    |
| HS    | Höchstserie                                                 |
|       | Bester GD des Turniers                                      |
|       | Bester ED des Turniers                                      |
|       | Beste HS des Turniers                                       |
|       | 1. Platz (Gold)                                             |
|       | 2. Platz (Silber)                                           |
|       | 3. Platz (Bronze)                                           |

| Platz | Name        | MP   | Pkte | Aufn. | GD    |
| ----- | ----------- | ---- | ---- | ----- | ----- |
| 1     | Pierre Sels | 10:0 | 2000 | 109   | 18,34 |
| 2     |             |      |      |       |       |
| 3     |             |      |      |       |       |
| 4     |             |      |      |       |       |
| 5     |             |      |      |       |       |
| 6     |             |      |      |       |       |